# Episodi de I racconti della cripta (prima stagione)
La prima stagione della serie televisiva I racconti della cripta è andata in onda negli Stati Uniti dal 10 giugno 1989 al 28 giugno 1989 sul canale a pagamento HBO.
In Italia è stata distribuita in VHS per il mercato home video: i primi tre episodi nel 1990 in una raccolta intitolata Racconti dalla crypta (CIC Video), e i restanti tre con il titolo Racconti dalla tomba Vol. 2 (Warner Home Video).
| N° | Titolo originale               | Titolo italiano                      | Prima TV USA   | Prima TV Italia |
| -- | ------------------------------ | ------------------------------------ | -------------- | --------------- |
| 1  | The Man Who Was Death          | L'uomo che era la morte              | 10 giugno 1989 | 1997            |
| 2  | And All Through the House      | E attraversò tutta la casa           | 10 giugno 1989 | 1997            |
| 3  | Dig That Cat... He's Real Gone | Sotterra quel gatto, è davvero morto | 10 giugno 1989 | 1997            |
| 4  | Only Sin Deep                  | Peccati superficiali                 | 14 giugno 1989 | 1997            |
| 5  | Lover Come Hack to Me          | Amore a pezzetti                     | 21 giugno 1989 | 11 ottobre 1997 |
| 6  | Collection Completed           | Collezione completata                | 28 giugno 1989 | 11 ottobre 1997 |

## L'uomo che era la morte
- Titolo originale: The Man Who Was Death
- Diretto da: Walter Hill
- Sceneggiatura: Walter Hill, Robert Reneau

### Trama
In seguito all'abolizione della pena di morte, il boia Niles Talbot decide di prendere in mano la giustizia.
- Guest star: William Sadler (Niles Talbot)

## E attraversò tutta la casa
- Titolo originale: And All Through The House
- Diretto da: Robert Zemeckis
- Sceneggiatura: Fred Dekker

### Trama
Una moglie avida uccide il marito per poter incassare i soldi dell'assicurazione. Ma i suoi piani prendono una piega inaspettata quando viene attaccata da un violento paziente psichiatrico in fuga vestito da Babbo Natale.
- Guest star: Mary Ellen Trainor, Marshall Bell, Larry Drake (paziente psichiatrico)

- La storia dei fumetti da cui l'episodio è tratto, ...And All Through The House... (pubbl. in The Vault of Horror #35), è stata adattata anche per il film Racconti dalla tomba (1972) di Freddie Francis

## Sotterra quel gatto, è davvero morto
- Titolo originale: Dig That Cat... He's Real Gone
- Diretto da: Richard Donner
- Sceneggiatura: Terry Black

### Trama
Ottenute grazie a un esperimento scientifico, le capacità risurrettive del senzatetto Ulric diventano l'attrattiva principale di un circo, regalandogli fama e successo.
- Guest star: Robert Whul (Barker), Kathleen York (Coralee), Gustav Vintas (Dott. Emil Manfred), Steve Kahan (Padre), Joe Pantoliano (Ulric)
- Nota: Gustav Vintas e Steve Kahan sono apparsi entrambi in Arma letale, noto film del regista dell'episodio (nonché produttore esecutivo della serie) Richard Donner.

## Peccati superficiali
- Titolo originale: Only Sin Deep
- Diretto da: Howard Deutch
- Sceneggiatura: Fred Dekker

### Trama
Una prostituta "vende" la sua bellezza al gestore di un banco di pegni in cambio di soldi, con conseguenze agghiaccianti.
- Guest star: Brett Cullen (Ronnie Price), Lea Thompson (prostituta), Britt Leach (gestore del banco dei pegni)

## Amore a pezzetti
- Titolo originale: Lover Come Hack to Me
- Diretto da: Tom Holland
- Sceneggiatura: Michael McDowell

### Trama
Peggy e suo marito passano la luna di miele nella villa di sua zia. Quello che lei non sa è che lui intende ucciderla. Ma anche lui è all'oscuro dei segreti di Peggy.
- Guest star: Amanda Plummer (Peggy), Stephen Shellen (marito di Peggy)

## Collezione completata
- Titolo originale: Collection Completed
- Diretto da: Mary Lambert
- Sceneggiatura: Battle Davis & Randolph Davis e A. Whitney Brown

### Trama
Quando l'anziano Jonas viene mandato in pensione, deve fare i conti con l'ossessione di sua moglie Anita per l'adozione degli animali.
- Guest star: M. Emmet Walsh (Jonas), Audrey Lindley (Anita)